# Revista Lecciones y Ensayos
 (septembre 2014).
Lecciones y Ensayos est une revue juridique dirigée intégralement par des étudiants universitaires, et publiée par la Faculté de Droit de l’Université de Buenos Aires, depuis 1956.

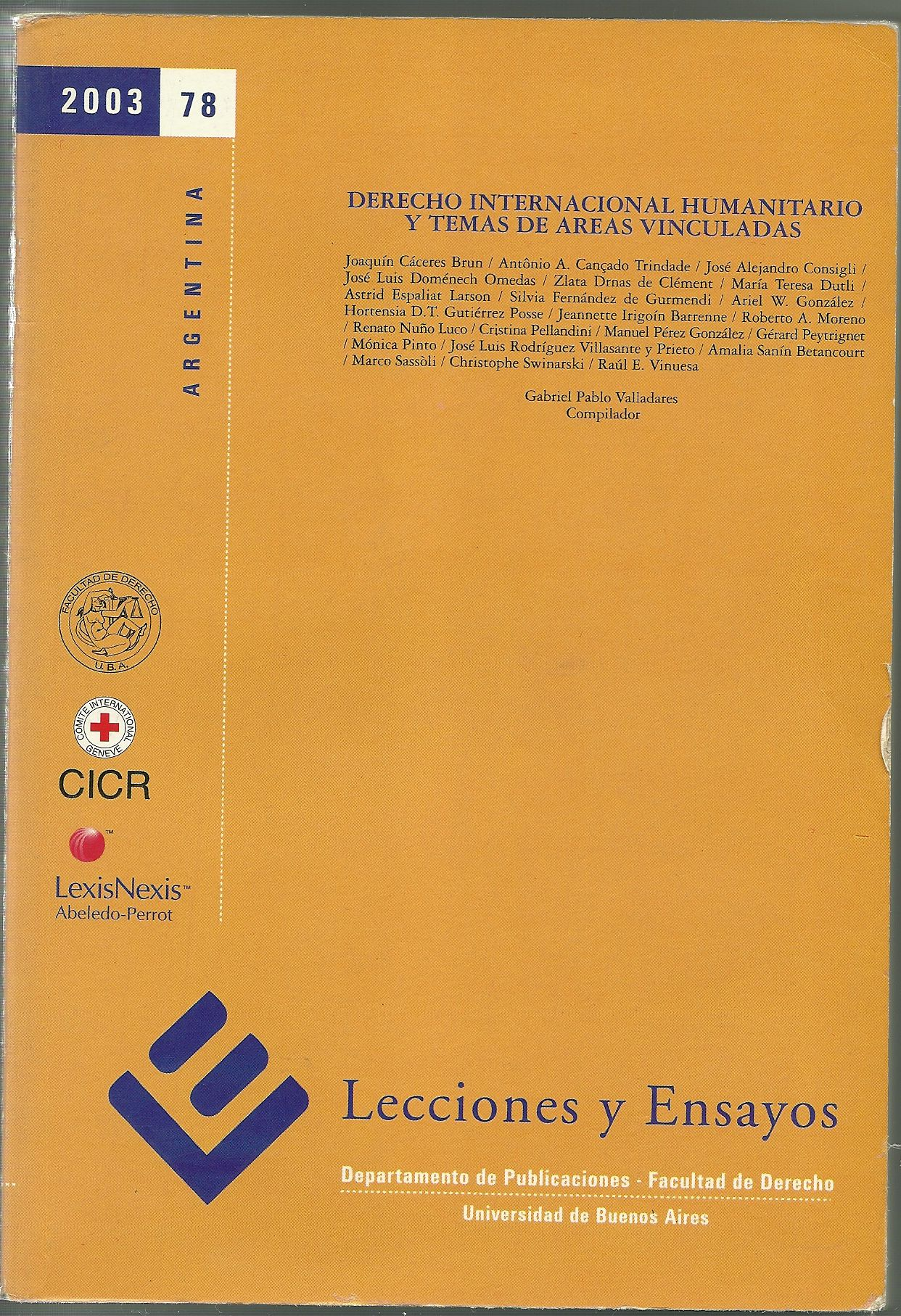
Numéro spécial de la revue Lecciones y Ensayos, édité avec la Comité international de la Croix-Rouge (CICR)

La revue Lecciones y Ensayos, en tant que forum éditorial d’enseignants et d’étudiants, est l’une des rares publications juridiques de la République d'Argentine, intégralement gérée par des étudiants universitaires. Sa gestion est menée par un Conseil de Rédaction uniquement composé d’étudiants. La revue reçoit également la collaboration et l'assistance d’un Conseil composé de professeurs de la Faculté de Droit de l’Université de Buenos Aires. Un aperçu de ce schéma organisationnel est disponible dans le premier numéro de la revue : « Nous donnons la direction de cette publication aux étudiants, tout en leur offrant la collaboration des professeurs sous la responsabilité de la faculté et en leur épargnant les frais. »
La revue est généralement éditée en approximativement 300 exemplaires. Sur le site web officiel, chaque numéro récent y est présenté. En parcourant les pages de Lecciones y Ensayos, on pourra y trouver des « lecciones » – leçons – (monographies des professeurs de la Faculté, des lauréats ou des spécialistes du droit en général), des « ensayos » - essais-  (monographies écrites par les élèves), des entretiens, des commentaires bibliographiques, des commentaires de jurisprudence, parmi d’autres sujets. La procédure d’évaluation est caractérisée par un système de référant qui vise à préserver l’anonymat des auteurs

## Histoire

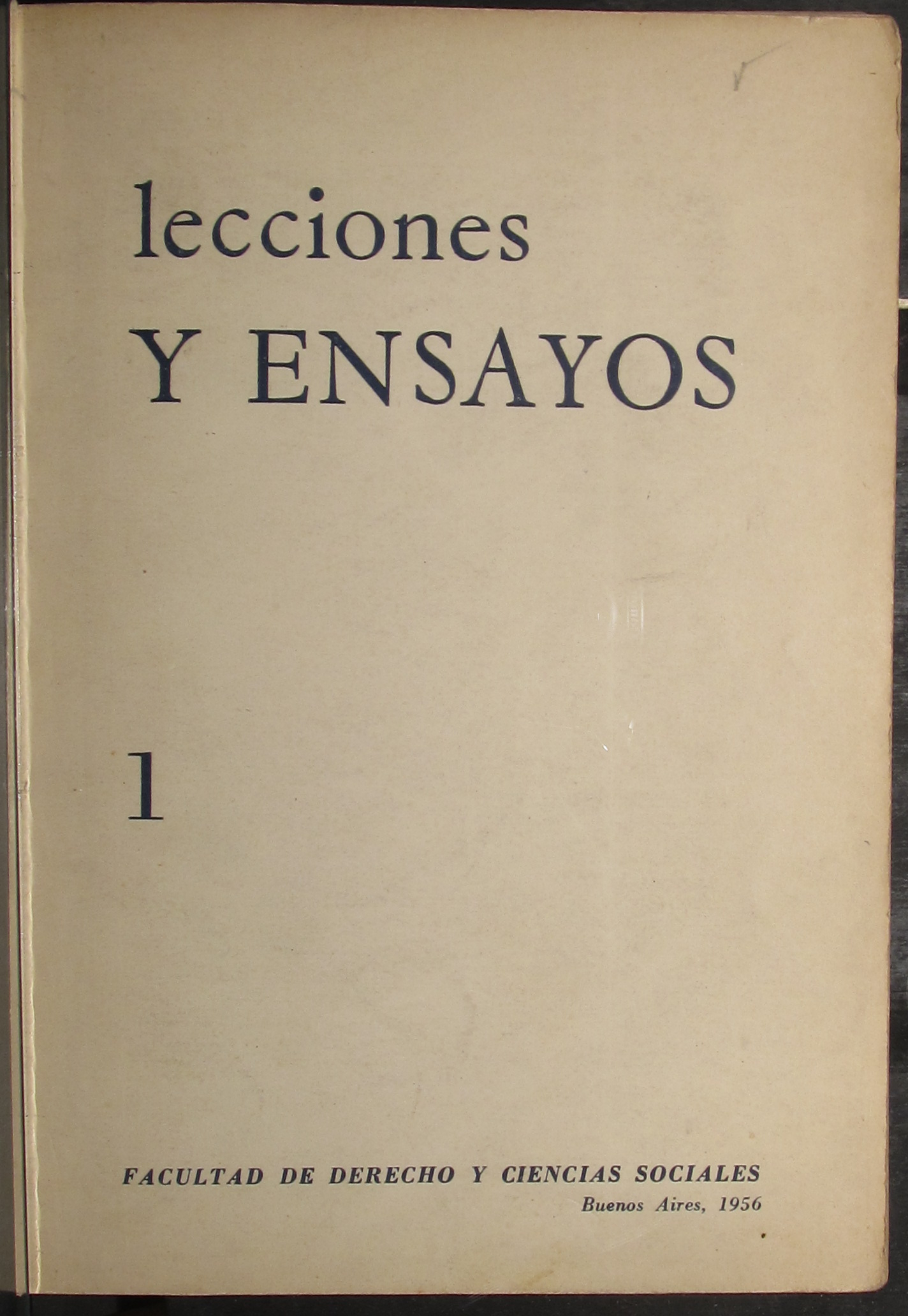
Premier numéro de la revue Lecciones y Ensayos (1956)

La revue Lecciones y Ensayos est créée en 1956 par Ignacio Winizky, directeur du Département de Publications de la Faculté de Droit de l’Université de Buenos Aires. Dans le premier numéro de la revue, Ignacio Winizky lui-même explique : « Nous voulons que la Faculté, au moyen d’une publication périodique, puisse remplir les besoins de nos étudiants, et donner une réponse à leurs inquiétudes et qu’elle s’intègre à la fois, comme une tribune, à l’expérience de tous ceux qui ne veulent pas que son passage par la Faculté se résume à étudier mécaniquement et passer des examens, le tout marqué seulement par leurs propres problèmes. »
Et il ajoute ensuite : « Lecciones y Ensayos dans les mains des étudiants – bien entendu, de tous les étudiants –, dirigée et en partie écrite par eux, est la preuve ultime de notre foi profonde en la jeunesse universitaire argentine. »
Dans l’avertissement préliminaire inclus dans ce premier numéro, il affirme : « Les étudiants de la Faculté de Droit sont les destinataires directs de cette revue. Lecciones y Ensayos vise à combler les lacunes bibliographiques et à diffuser des idées, non pas dans l’intention de faciliter à l’étudiant son travail intellectuel, mais dans le but de compléter sa formation, aider d’ à la tâche d’enseignement, prolonger la chaire. » et : « Ce sont des étudiants qui feront cette revue, ce sont des étudiants qui vont l´écrire et ce seront des étudiants – on s’y attend - ceux qui vont s’intéresser à son contenu. »
À la suite de la rupture de l’ordre constitutionnel en 1976, la revue a souffert une période dans laquelle l’édition de leurs numéros n’a plus été dans les mains des étudiants,,,. Mais en 1983, avec le retour de la démocratie, les valeurs fondatrices tracées par Ignacio Winizky sont restaurées, et la gestion de la revue Lecciones y Ensayos est reprise par les élèves de la Faculté.

## Membres célèbres
- Víctor Abramovich
- Gullermo L. Allende
- Jorge H. Alterini
- Beatriz Alicia Arean
- Silvina Bacigalupo
- Ricardo R. Balestra
- Mary A. Beloff
- Carlos Fayt (Conseil des Professeurs)
- Manuel Garrido
- Luis Jiménez de Asúa (Conseil des Professeurs)
- Héctor A. Mairal
- Ezequiel Nino
- Tulio E. Ortíz
- Enrique Santiago Petracchi
- Sebastián Picasso
- Martín Recondo
- Leopoldo H. Schiffrin
- Raúl Emilio Vinuesa
- Mario A. Villar